# Nutiden
Nutiden er den tid, som opfattes direkte, i modsætning til fortiden, der erindres, og fremtiden, som man tænker sig til. Nutiden opfattes ofte som et punkt i tid og rum.
Filosoffen og kirkefaderen Augustin har i sine bekendelser (confessiones) skrevet om tiden, blandt andet om nutidsproblemet, som vil blive forklaret her.
Augustin begynder først med at "spørge", om 100 år er en nutid, men så siger han, at 100 år jo kan opdeles i år.
Så går han videre til årene, der jo igen kan opdeles i måneder, så dage, og de kan opdeles i timer og i mindre dele (minutter og sekunder), så uanset hvad, vil der altid være en tidsudstrækning.
Så siger han at fortiden er det, der bliver erindret, nutiden er det man sanser, og fremtiden er noget man tænker sig til.
Nu er der dog ved at komme en teori, om at tiden kan opdeles i nogle små stykker, der som filmklip er udelelige, det er planckteorien, som mest kendes som den teori hvori der eksisterer nogle små udelelige størrelser, plancker. 
| filosofi | Spire Denne filosofiartikel er en spire som bør udbygges. Du er velkommen til at hjælpe Wikipedia ved at udvide den. |